# Vučevica (Klissza)
Vučevica falu Horvátországban Split-Dalmácia megyében. Közigazgatásilag Klisszához tartozik.

## Fekvése
Splittől légvonalban 10, közúton 27 km-re északra, községközpontjától légvonalban 9, közúton 15 km-re északnyugatra, a Kozjak-hegységtől északra, a dalmát Zagora területén fekszik. Déli határában halad át az A1-es (Zágráb-Split) autópálya.

## Története
Helyén már a török hódítás előtt is állt település, melynek kápolnáját 1513-ban építtette a Boljat család. A mai település akkor keletkezett, amikor a 17. század végén a sinji ferences atyák a török megszállás alatt álló Boszniából és Hercegovinából hozott új keresztény lakossággal telepítették be ezt a török uralom idején pusztává vált vidéket. 1797-ben a Velencei Köztársaság megszűnésével a település a Habsburg Birodalom része lett. 1806-ban Napóleon csapatai foglalták el és 1813-ig francia uralom alatt állt. Napóleon bukása után ismét Habsburg uralom következett, amely az első világháború végéig tartott. A településnek 1857-ben 330, 1910-ben 538 lakosa volt. Az I. világháború után rövid ideig az Olasz Királyság, ezután a Szerb-Horvát-Szlovén Királyság, majd Jugoszlávia része lett. A második világháború idején olasz csapatok szállták meg. A háború után a szocialista Jugoszlávia része lett. 1991-ben lakosságának 90 százaléka horvát, 8 százaléka szerb volt. Lakossága 2011-ben 56 fő volt. A katolikus hívek a lećevicai plébániához tartoztak.

## Lakosság
| Lakosság változása | Lakosság változása | Lakosság változása | Lakosság változása | Lakosság változása | Lakosság változása | Lakosság változása | Lakosság változása | Lakosság változása | Lakosság változása | Lakosság változása | Lakosság változása | Lakosság változása | Lakosság változása | Lakosság változása | Lakosság változása |
| ------------------ | ------------------ | ------------------ | ------------------ | ------------------ | ------------------ | ------------------ | ------------------ | ------------------ | ------------------ | ------------------ | ------------------ | ------------------ | ------------------ | ------------------ | ------------------ |
| 1857               | 1869               | 1880               | 1890               | 1900               | 1910               | 1921               | 1931               | 1948               | 1953               | 1961               | 1971               | 1981               | 1991               | 2001               | 2011               |
| 330                | 355                | 370                | 388                | 442                | 538                | 484                | 564                | 499                | 503                | 446                | 235                | 138                | 94                 | 64                 | 56                 |

## Nevezetességei
Páduai Szent Antal tiszteletére szentelt római katolikus templomát 1513-ban még kápolnának építtette a Boljat család. A 18. században a falu népe templommá bővítette. Mai formája a többszöri bővítés és megújítás során alakult ki. Egyhajós épület, homlokzatán a bejárat felett négyosztatú kis rozettával. Oltárán Szent Antal, Szent Anna és Szent Kelemen pápa szobrai állnak. Egy régi feszülete is van. Az épületet 1962-ben, valamint 1994 és 2000 között megújították. A templom körül temető található, falában egy Szent Antal kápolnával.